# Vansjø
Vansjø er en sø i Viken fylke i Norge. Det formodes at navnet Vansjø er afledt af Varna sjor, som er det gamle navnet på Rygge sogn. Det kan også stamme fra det norrøne ord vorn som betyr «vern». Navnet har sandsynligvis ingenting med vand at gøre.
Med en samlet søbred på ca. 250 km og et areal på 36,9 km², er Vansjø Østfolds største sø. Vansjølandskabet er fuldt af fjorde, øer, holme og sunde, og indbyder til friluftsliv og naturoplevelser.
Vansjø løber ud i Mosseelven, hvor Mossefossen gav kraft til savværksdrift og vandmøller. Mossefossen, som en gang dannet grundlaget for udviklingen af Moss by, er i dag udnyttet til kraftproduktion. Kraftværket har en gennemsnitlig årsproduktion på ca. 5 GWh. Vansjø bruges også som drikkevandskilde i store dele af Mosseregionen (ca. 60.000 mennesker ).

## Geografi og landskap
Vansjø er en del af Morsavassdraget som strækker sig fra østmarken i Oslo i nord til randmorænen gennem Østfold i syd. Vansjø ligger langs randmorænen, længst mod syd i Morsavassdraget, og har utløb i Mosseelva som løber ud i Oslofjorden i Moss.

### Tilløb
Vansjø har fire tilløbselve.
- Hobølelva har udspring fra Sværsvann i Oslo, nedbørfelt 331 km², middelstrøm 5,4 m3/sek.
- Svinna har udspring fra Rusviktjern i Våler, nedbørfelt 103 km², middelstrøm 1,6 m3/sek.
- Mørkelva har udspring fra Bergsjøtjern i Våler, nedbørfelt 58 km², middelstrøm 0,9 m3/sek.
- Kirkelva har udspring fra Bølertjern i Hobøl, nedbørfelt 37 km², middelstrøm 0,6 m3/sek.

Når bække og andre mindre tilløb inkluderes bliver der et samlet nedbørfelt på 690 km² og gennemsnitlig tilstrømning på 10,8 m3/sek. Vandets teoretiske opholdstid i Vansjø er 280 døgn. Normalvandstanden er på 25 m over havet, men vandstanden bliver tappet ned til 24 m i februar og september for at give plads til tøbrud og efterårsregn.

### Øer
To af de største øer i Vansjø, Dillingøya og Oksnøen, har vejforbindelse og er beboet. Derudover har Bliksøya og Langøya vejforbindelse. Disse er ikke beboet, men har hyttebebyggelse. Fra begyndelsen af 1800-tallet og frem til mellemkrigstiden var også flere av de andre øer i Vansjø beboet, f.eks Gressøya, Tombøya, Burumøya, Østenrødøya og Gudøya.

### Naturreservater
Vestre Vansjø og Moskjæra naturreservater blev oprettet i 1992 for at bevare disse vigtige vådområder med vegetation og dyreliv. Specielt har det rige fugleliv været en vigtig begrundelse for at frede områderne.

## Miljø
Vansjø-Hobølvassdraget, også kaldt Mossevassdraget eller Morsa, er i dag stærkt overbelastet med næringssalter.